# Petunang
Petunang is een bestuurslaag in het regentschap Musi Rawas van de provincie Zuid-Sumatra, Indonesië. Petunang telt 2517 inwoners (volkstelling 2010).